# 莫里斯·皮亚拉
莫里斯·皮亚拉（Maurice Pialat，1925年8月31日—2003年1月11日）是一位法国电影导演、剧作家和演员，主要以一种严谨和无情的风格而知名。他的作品通常被认为是现实主义的，虽然许多影评家认为它们不符合现实主义的传统定义。

## 生平和事业
皮亚拉本想成为画家，但不成功。他16岁就扛起了摄影机，一开始拍一些纪录片，直到1960年摄制了第一部出名的短篇《爱情永在》。
皮亚拉后来开始制作电影。1969年，他导演了首部剧情长片《赤裸童年》。该片由法国新浪潮导演弗朗索瓦·特吕弗联合制片，获得了让·维果奖。
在他35年的职业生涯中，皮亚拉仅完成了十部主要的剧情片，其中许多——最出名的是《路路》——被认为带有自传色彩。杰拉尔·德帕迪约出演了他的3部影片，包括《恶魔天空下》，皮亚拉凭该片获第40屆坎城影展金棕櫚獎。
在為法國電影雜誌《正片》撰寫的一篇追悼文章中，評論家Noël Herpe稱皮亞拉的風格是「一種誕生於形式主義的自然主義」。在英語電影評論中，他經常被拿來與他的美國同齡人約翰·卡薩維茲相提並論。